# Selva Rasalingam
 (mai 2024).
La mise en forme du texte ne suit pas les recommandations de Wikipédia : il faut le « wikifier ».
Les points d'amélioration suivants sont les cas les plus fréquents. Le détail des points à revoir est peut-être précisé sur la page de discussion.
- Les titres sont pré-formatés par le logiciel. Ils ne sont ni en capitales, ni en gras.
- Le texte ne doit pas être écrit en capitales (les noms de famille non plus), ni en gras, ni en italique, ni en « petit »…
- Le gras n'est utilisé que pour surligner le titre de l'article dans l'introduction, une seule fois.
- L'italique est rarement utilisé : mots en langue étrangère, titres d'œuvres, noms de bateaux, etc.
- Les citations ne sont pas en italique mais en corps de texte normal. Elles sont entourées par des guillemets français : « et ».
- Les listes à puces sont à éviter, des paragraphes rédigés étant largement préférés. Les tableaux sont à réserver à la présentation de données structurées (résultats, etc.).
- Les appels de note de bas de page (petits chiffres en exposant, introduits par l'outil «  Source ») sont à placer entre la fin de phrase et le point final[comme ça].
- Les liens internes (vers d'autres articles de Wikipédia) sont à choisir avec parcimonie. Créez des liens vers des articles approfondissant le sujet. Les termes génériques sans rapport avec le sujet sont à éviter, ainsi que les répétitions de liens vers un même terme.
- Les liens externes sont à placer uniquement dans une section « Liens externes », à la fin de l'article. Ces liens sont à choisir avec parcimonie suivant les règles définies. Si un lien sert de source à l'article, son insertion dans le texte est à faire par les notes de bas de page.
- La présentation des références doit suivre les conventions bibliographiques. Il est recommandé d'utiliser les modèles {{Ouvrage}}, {{Chapitre}}, {{Article}}, {{Lien web}} et/ou {{Bibliographie}}. Le mode d'édition visuel peut mettre en forme automatiquement les références.
- Insérer une infobox (cadre d'informations à droite) n'est pas obligatoire pour parachever la mise en page.

Pour une aide détaillée, merci de consulter Aide:Wikification.
Si vous pensez que ces points ont été résolus, vous pouvez retirer ce bandeau et améliorer la mise en forme d'un autre article.
Selva Rasalingam est né à Tottenham, au nord de Londres, d'un père tamoul et d'une mère anglaise. Il s'est formé à la Guildhall School of Music and Drama (1988-1991), à Londres.
Rasalingam a dépeint Jésus dans L'Évangile de Jean et les trois autres Évangiles produits par le projet Lumo, qui a été bien accueilli comme dramatisation et académiquement pour sa représentation bibliquement précise. Il a étudié diverses sources historiques et académiques pour se préparer au rôle, et le tournage a duré cinq ans.
D'autres apparitions sur scène incluent An Adventure de Vinay Patel ( The Bush Theatre ) Guantanamo: Honor Bound to Defend Freedom in the West End, la pièce primée The Riots ( Tricycle Theatre ) et Amir dans la pièce gagnante du prix Pulitzer Disgraced ( The English Theatre). Francfort ).

## Filmographie
The Way of the Wind (film), Jéroboam
Damascus Cover (film 2018), Sabri
The Intent 2 - The Come Up (film 2018), Mehmet
Profile (film 2018), Nabil
La Momie (film 2017), le roi Menehptre
L'Évangile de Matthieu (film 2016), Jésus
L'Évangile de Marc (film 2016), Jésus
L'Évangile de Luc (film 2016), Jésus
Ressuscité (film 2016), James
L'Évangile de Jean (film 2014), Jésus
Skyfall (film 2012), Mercenaire de Silva
The Veteran (film 2011), Fawwaz
Le doublure du diable (film 2011), Rokan
Prince of Persia : Les Sables du Temps (film 2010), Capitaine persan
Man About Dog (film 2005), Sheik Aga Fayed

## Télévision
Marie-Antoinette : L'affaire du collier  (série TV 2025) Canal+ / PBS / BBC, Cagliostro
Bodies (série TV 2023) Netflix / Prime Minister
Cœurs noirs (série TV 2022) France Télévisions / Mandarin Télévision / Prime Video, Major Hadar
D'argent et du sang (série TV 2022) Curiosa Films / Canal+, L'Américain
Ten Percent (série TV 2022) Amazon Prime Video, Mark
The Good Karma Hospital (série TV 2022) ITV, Amit
Doc Martin (série TV 2022) Buffalo Pictures / ITV, Professor Naveen Shukla
Honour (série TV 2020) ITV, Ari Mahmod
Cursed : La Rebelle (série TV 2020) Netflix, Dizier
Doctors (série TV 2019) BBC, Dave Masters
Versailles (série TV 2018) BBC / Canal+, Barek
Eastenders (série TV 2018) BBC, Umar Kazemi
Strike Back: Retribution (série TV 2018) Left Bank Pictures / Cinemax / Sky, General Farid
Silent Witness - series 21 (série TV 2018) BBC, Asst. Commissioner Khan
The Missing - series II (série TV 2016) BBC, Azad
Luther - series III (série TV 2013) BBC, Craig Lane
Run (série TV 2012) Acme Films for Channel 4, Rakesh
Doctor Who (série TV 2012 BBC), Ranjit
Hustle (TV series) VII, final episode (série TV 2012) Kudos Film and Television / BBC, Barir
The Borgias / Les Borgia (série TV 2011), Showtime / Sky Atlantic), Tommaso Carracci
Londyńczycy (série TV 2008) TVP1, Zayed Rampal
Waking the Dead, (série TV 2008) BBC, Rashid
Spooks, (série TV 2007) Kudos Film and Television / BBC, Ranjit

## Théâtre
An Adventure, Bush Theatre, 2018, Older Rasik
The Captive Queen, Sam Wanamaker Playhouse / Shakespeare's Globe, 2018, Soleyman
Disgraced, English Theatre Frankfurt, 2016, Amir
The Nightmares of Carlos Fuentes, Arcola Theatre Londres, 2014, Kevin/Khaled
The Riots, Kiln Theatre (ancien Tricycle Theatre Londres), 2012, Mohammed Hammoudan
On the Record, Théâtre Arcola Theatre, 2011, Lasantha Wickrematunge
Guantanamo: Honor Bound to Defend Freedom, Ambassadors Theatre Londres, 2004, Moazzam Begg
Midnight's Children (Les Enfants de Minuit), Royal Shakespeare Company, 2003, Shiva

## Radio
Fall of the Shah, BBC Radio Drama, 2019
The Bethlehem Murders, BBC Radio 4 Drama, 2018
Tommies : 11 novembre 1917 (S8E2), BBC Radio 4 Drama, 2017
Tommies : 10 novembre 1917 (S8E1), BBC Radio 4 Drama, 2017
Midnight's Children (Les Enfants de minuit), Drame BBC Radio 4, 2017
Tommies : 2 décembre 1916 (S5E4), BBC Radio 4 Drama, 2016

## Doublage
Baldur's Gate III, (Jeu vidéo 2023), Larian Studios (2024 BAFTA Games Award : Vainqueur du meilleur jeu), Swen Vincke, Voix : Gandrel / Iron Consul Stalwart / Lord Sarken Eomane
Watch Dogs: Legion, (Jeu vidéo 2020), Ubisoft, Acteur (voix)